# 維拉卡拉內山
17°22′19″S 69°51′21″W / 17.37194°S 69.85583°W
維拉卡拉內山（Wila Uqharani），是秘魯的山峰，位於該國南部塔克納大區，由塔拉塔省的塔拉塔區負責管轄，屬於安地斯山脈的一部分，海拔高度5,000米。